# Зосенко Валерій Купріянович
Валерій Купріянович Зосенко (11 січня 1939 року, Ромни, Сумська область — 1 травня 2010 року,Ромни, Сумська область) — художник, іконописець.

## Біографія
Зосенко Валерій Купріянович народився 11 січня 1939 року в місті Ромни, Сумської області в родині художника Купріяна Зосенка. Першими його вчителями були батьки. Мати, Марія Миколаївна, гарно малювала, а батько, Купріян Федорович, писав пейзажі, портрети, натюрморти. Окремі картини К. Ф. Зосенка знаходяться в Роменському краєзнавчому музеї. Коли почалась Велика Вітчизняна війна, батько Валерія пішов на фронт. Валерій з матір'ю переховувались на хуторі Гайдуків, туди ходили за продуктами. Кільканадцять кілометрів пішки проходив і малий Валерій. Після війни батько викладав образотворче мистецтво в роменських школах. Валерій зростав у середовищі високоінтелектуальних людей — це стало наріжним каменем формування його особистості. В сім'ї читали наукові журнали, обговорювали проблеми мистецтва і міські новини, малювали. Тут отримали перше визнання художні здібності майбутнього художника. Мотивами його перших натурних замальовок стали пейзажі. У 1955 році Валерій Купріянович закінчив Роменську школу № 2. Навчався в Курському художньому училищі, яке закінчив у 1960 році. Навчаючись у Курському художньому училищі, Валерій Зосенко оволодівав не лише технікою живопису, а й мистецтвом жити. Знаковими стали слова Павла Пилиповича Абрамова, керівника групи:
```
«Якщо ти погано знаєш літературу (поезію і прозу), якщо погано знаєш театр, погано знаєш музику, вважай: як художник, ти не склався.  Це складові одного цілого, синтез краси. Тоді тільки ти можеш на щось претендувати». 
```

Валерій Зосенко працював сценографом в Оренбурзькому музично-драматичному театрі, викладачем Рівненської дитячої художньої школи, учителем малювання Роменської школи № 2, художником Роменського районного Будинку культури. Особливо уважно Зосенко працює над осмисленням релігійної теми, вивчає художню спадщину Андрія Рубльова, Віктора Васнєцова, Михайла Нестерова, Михайла Врубеля…

## Іконопис
Валерій Зосенко — іконописець. Працювати в соборах він почав молодим, коли це було не лише не модно, а й всіляко переслідувалось. Не заради грошей (вони ніколи не були у його житті визначальними) ризикував художник кар'єрою. Роздуми про сенс життя у Валерія поєднувалися з прагненням стати справжнім майстром. У юності він не підписував свої картини, хотів, щоб їх пізнавали за технікою виконання, чистотою і свіжістю кольорів. Іконопис ідеальною школою для досягнення досконалості у живописному мистецтві. Готуючись до робіт у храмах, Валерій Купріянович вивчав традиції давньоруського мистецтва, мозаїки і фрески давніх соборів та інших культових споруд. Художник виконав розпис та реставрацію настінного живопису, іконопису для низки православних храмів України: працював у Свято-Преображенському соборі міста Путивль, у Михайлівській церкві села Коровинці, в церкві поблизу Макіївки Донецької області, відновлював Вознесенський храм у Конотопі, Василівський, Всіхсвятський та Вознесенський храми у Ромнах. Валерієві Зосенку часто доводилось працювати під самим куполом, стоячи на риштуванні. Він натирав мозолі від звичайного пензлика, його багатогодинна робота оживлювала образи святих.
Родина Зосенків жила по вулиці Кірова поруч із Вознесенською церквою. Храм, збудований у 1797 році, знаходиться за кілька сот метрів від будинку, де минуло його дитинство. Кругла споруда з коловою галереєю, збудована у стилі високого класицизму, була складом та приміщенням кінопрокату. Про те, щоб відкрилися двері церкви його дитинства, турбувалося чимало людей. Коли оновилася церква, Валерій Зосенко написав десятки ікон для храму. Коли він отримував замовлення на написання ікон, передусім вивчав життя святого, а потім детально продумував елементи зображення і кольори. Серед його ікон лики Ісуса Христа і Божої Матері, Святого Миколая Чудотворця, святих Петра і Павла, Зосима і Савватія, цілителя Пантелеймона… Замовники обирали Зосенка для написання ікон і за віртуозну малярську техніку і знання іконографії. Настоятель Вознесенської церкви пригадує:
«Валерій Зосенко давно зарекомендував себе як іконописець, а це дається не кожному. Іконописці передають не своє мистецтво, не власне сприйняття, а святих свідків Господа або й самого Бога. Ікона не може бути гарною. Не від того: красиво чи погано вона написана залежить благодать образу, а від символіки, від того, як іконописець зміг передати смисл життя святого, зображеного на ній. Валерій Зосенко розумів, що ікона є цінністю минулого досвіду і дотримувався церковних канонів».

## Палітра художника
Валерій Купріянович відтворив на полотні історичну частину міста Ромни із монументальним комплексом Івана Кавалерідзе та будівлею кінотеатру, зведеного у 60-і роки роменською толокою, усім миром. Учасник багатьох місцевих, обласних, республіканських виставок Валерій Зосенко у 1968 році став переможцем республіканської виставки «Портрет сучасниці». Персональна виставка його картин відбулася у 1998 році в Роменському краєзнавчому музеї.

## Тростянець
Дендропарк «Тростянець» знаходиться у провінції Чернігівської області, але його живописні місця стали місцем паломництва родини Зосенків. Штучно створений парк (двісті гектарів займає його територія) викликав захоплення історією і природністю. Художники приїздили в Тростянець, як у великий музей під відкритим небом. У 1964 році в Тростянецькому дендропарку була написана відома картина Купріяна Зосенка «Місток у парку». На ній знайомий відвідувачам Тростянецького парку пейзаж. Височіють довкола ялини, каролінські тополі, стрункі берізки, могутні дуби. На картині ще не буяє різнобарв'ям осінь. Але літо вже минуло, і верба схилилась під тягарем часу. Той же місток у 1977 році був написаний Валерієм Зосенком.
Валерій Купріянович знав багато фактів із історії Тростянецького дендропарку, яка почалась у 1820 році, коли Скоропадські купили у козака Хорунжія хутір Тростянець.

## Качанівка
Місцем відпочинку і розради для Валерія Зосенка стала Качанівка. У різні роки Качанівку відвідувало чимало митців: Тарас Шевченко, Микола Гоголь, Глінка Михайло Іванович, Василь Штернберг, Марко Вовчок, Микола Ге, Рєпін Ілля Юхимович, Михайло Врубель, Дмитро Яворницький. Якось Валерію Зосенку запропонували оформити фасад будинку. Але відразу попередили, що платити коштів немає. Художник скористався нагодою і жив там півтора місяці, виконуючи замовлення адміністрації. Палац у стилі неокласицизму, флігелі, альтанки, «романтичні руїни», паркові містки, розкішні куточки Качанівського парку можна побачити не на одній його картині.
Валерій Купріянович часто згадував святкування ювілею Миколи Глінки. Поруч із альтанкою Глінки зібралось чимало шанувальників мистецтва. Звучали мелодії відомого композитора.
Часто буваючи в Качанівці, помічав ознаки відродження палацу, відтворення кімнати «Ліхтарик», у якій жив художник Штернберг, хід реставрації храму святого Георгія. Художник справедливо вважав, що унікальності Качанівці надає природа, яка щоразу неповторна у своїх витворах.

## Наставництво
Валерій Зосенко визначив багато в чому характер роменського живопису. У нього отримували ази художньої майстерності члени Національної спілки художників України Сергій Півторак і Надія Полуян-Внукова. Всього було тридцять чотири учні, яких навчав живопису та іконопису. Валерій Купріянович не просто давав поради в галузі малюнка та композиції, технології живописних матеріалів, він розкривав очі на минуле і теперішнє, творив еліту. Починали з відтворення, набуття навичок передавати правильно контур предмету, його пропорції, об'єм, співвідношення з оточуючим простором. Учитель радив не копіювати чужі картини, а на основі набутих навичок творити власні малюнки. Безпосередні спостереження поєднувалися з уявою і створювали досконалу гармонію. Учні зі своїм учителем проводили не тільки теоретичні заняття. Разом ішли в парк, виїжджали у Вощилиху, в Широкий Яр. Таким чином учні старанно засвоювали закони і розміщення малюнка, навчалися розумітись у перспективі, вивчали особливості анатомії, освоювали теорію тіні.

## Твори
- Картина «Портрет бабусі». Портрет бабусі Векли — своєрідна біографія жінки та її внутрішнього світу. Він як «двійник» людини, матеріальне втілення спогадів, мрій, любові. По-домашньому спокійно сидить жінка на стільці у саду. Її погляд замислений. Сині очі потьмянілі від сліз, виплаканих за життя. Але небуденна блуза, що так підходить до кольору очей, і біла хустина видають урочистість моменту. Внук став художником! Він захотів написати її портрет! Для літньої людини це найважливіше — бути потрібним, знати, що турботи не були марними і зерна любові проросли щедро. Це він збагнув пізніше, а тоді був зосереджений на точному відтворенні рис обличчя, деталей одягу.
- Картина «Місток у парку»(1977). Вчора ще в золотій сукні задивлялась у дзеркальну голубінь ставу берізка, а сьогодні, роздягнена бешкетником-вітром, сором'язливо відхиляється від води. Та і ставок тьмяний, у ньому тільки й голубіє місток — світла серцевина осіннього пейзажу.
- Картина «Ранок у Венеції». Картину вперше Валерій Купріянович написав на замовлення з чорно-білої репродукції. У Прилуках німці реконструювали фабрику, один із них захотів мати репродукцію картини німецького художника Беккера. Марно шукав Валерій Купріянович картину у кольорі. Підібрати ж їх — все рівно, що прочитати клинопис на камені. Мантія у кардинала червона — це зрозуміло. А як із рештою кольорів? Валерій Купріянович думав так: «Це історична картина. Своєю величчю Венеція зобов'язана мавру, адже вона розквітла на прянощах. Сукня доньки беззаперечно має бути білою, найкраще вживатиметься з червоним… Якщо на одному боці червоний і білий кольори, то стілець на іншому має бути зеленим. Чоловічий костюм того часу асиметричний, тому крилатка зсунута на праву руку. Чому на праву? Так зручно, можна приховати зброю, адже заняття мавра небезпечне».
- Картина «Козак Мамай». Козак під розлогим гіллям дуба відпочиває. Але тривожне небо, і кінь б'є копитом об згорьовану землю, засіяну хрестами. Валерій Купріянович не раз писав на замовлення «Козака Мамая». Одну з робіт подарував Ігорю Рачку, бо хто ще може так збагнути викристалізовану віками душу національного героя.
- Картина «Хата моя, біла хата». Солом'яний дах весь затінений деревами, маленькі віконця — віченьки видивляються на дорогу; тин, мов розтягнуті міхи гармошки; натомлені з вечора колодки, а біля них невсипущі півники небесного кольору… Поціновувачі таланту художника вбачають у картині «Осінь» національну сутність України, долю і сутність нашу. Ось такі ми, українці, тут наші корені! Прозорість думки художника і світлі тони картини породжують гордість за належність.